# (100521) 1997 BX5
(100521) 1997 BX5 es un asteroide perteneciente al cinturón de asteroides, descubierto el 26 de enero de 1997 por Adrián Galád y el también astrónomo Alexander Pravda desde el Observatorio Astrofísico y Geofísico de Modra, Modra, Eslovaquia.

## Designación y nombre
Designado provisionalmente como 1997 BX5.

## Características orbitales
1997 BX5 está situado a una distancia media del Sol de 3,138 ua, pudiendo alejarse hasta 3,324 ua y acercarse hasta 2,952 ua. Su excentricidad es 0,059 y la inclinación orbital 6,970 grados. Emplea 2030,68 días en completar una órbita alrededor del Sol.

## Características físicas
La magnitud absoluta de 1997 BX5 es 14,9.